# 1712
1712 (MDCCXII) fue un año bisiesto comenzado en viernes según el calendario gregoriano.

## Acontecimientos
- Thomas Newcomen inventa la máquina de vapor atmosférica.
- 13 de enero: El Consejo de Castilla aprueba los estatutos del Monte de Piedad, redactados por el Padre Piquer.
- 10 de febrero: Se inicia la rebelión de los huilliches en el archipiélago de Chiloé.
- 30 de febrero: El calendario de Suecia tiene el primer febrero de 30 días de la historia.
- 1 de marzo, Felipe V crea la Biblioteca Nacional de España.
- 24 de julio: Batalla de Denain en el marco de la Guerra de Sucesión Española.
- 8 de octubre entra se produce la erupción volcánica de La Palma que produciría el volcán de El Charco.

## Nacimientos
- 24 de enero: Federico II el Grande, rey de Prusia (f. 1786)
- 28 de junio: Jean-Jacques Rousseau, filósofo francés (f. 1778)
- Toriyama Sekien, pintor y grabador japonés (f.1788)

## Fallecimientos
- 8 de marzo: Francisco Coloma Pujades y Borja, noble y militar español (n. 1656).
- 14 de septiembre: Giovanni Cassini, astrónomo e ingeniero francés de origen italiano (n. 1625).
- Andrea Celesti, pintor italiano (n. 1637).